# Parque Quase-Nacional Kita-Kyushu
O Parque Quase-Nacional Kita-Kyushu é um parque quase-nacional localizado na prefeitura japonesa de Fukuoka. Estabelecido em 16 de outubro de 1972, tem uma área de 8 249 hectares.